# Afrostyrax kamerunensis
Espèce
Afrostyrax kamerunensis Perkins & Gilg  est une espèce de plantes à fleurs du genre Afrostyrax dans la famille des Huaceae. C'est un arbre présent au Gabon, au Cameroun et en Guinée équatoriale.

## Description
Ce petit arbre, d'abord décrit au Cameroun en 1909 – d'où son nom –, atteignant une hauteur de 1 à 12 mètres, est caractérisé par ses rameaux pubescents et ses feuilles à la couleur identique sur les deux faces. Il se développe dans les forêts tropicales primaires, les forêts semi-feuillues, les forêts fluviales, les forêts en régénération mais aussi au fond des vallées sur sol sec.